# Dresdenkommittén
Dresdenkommittén arbetar för att levandehålla minnet av de civila som dödades av de allierades bomber i andra världskrigets slutskede.
Kommittén anordnar minnesceremonier runt om i Sverige på årsdagen av Dresdenbombningarnas inledning, den 13 februari. Kommittén är politiskt och religiöst oberoende. Dock betecknas den av den antirasistiska stiftelsen Expo som en nynazistisk organisation.